# Золотарьов Олексій Володимирович

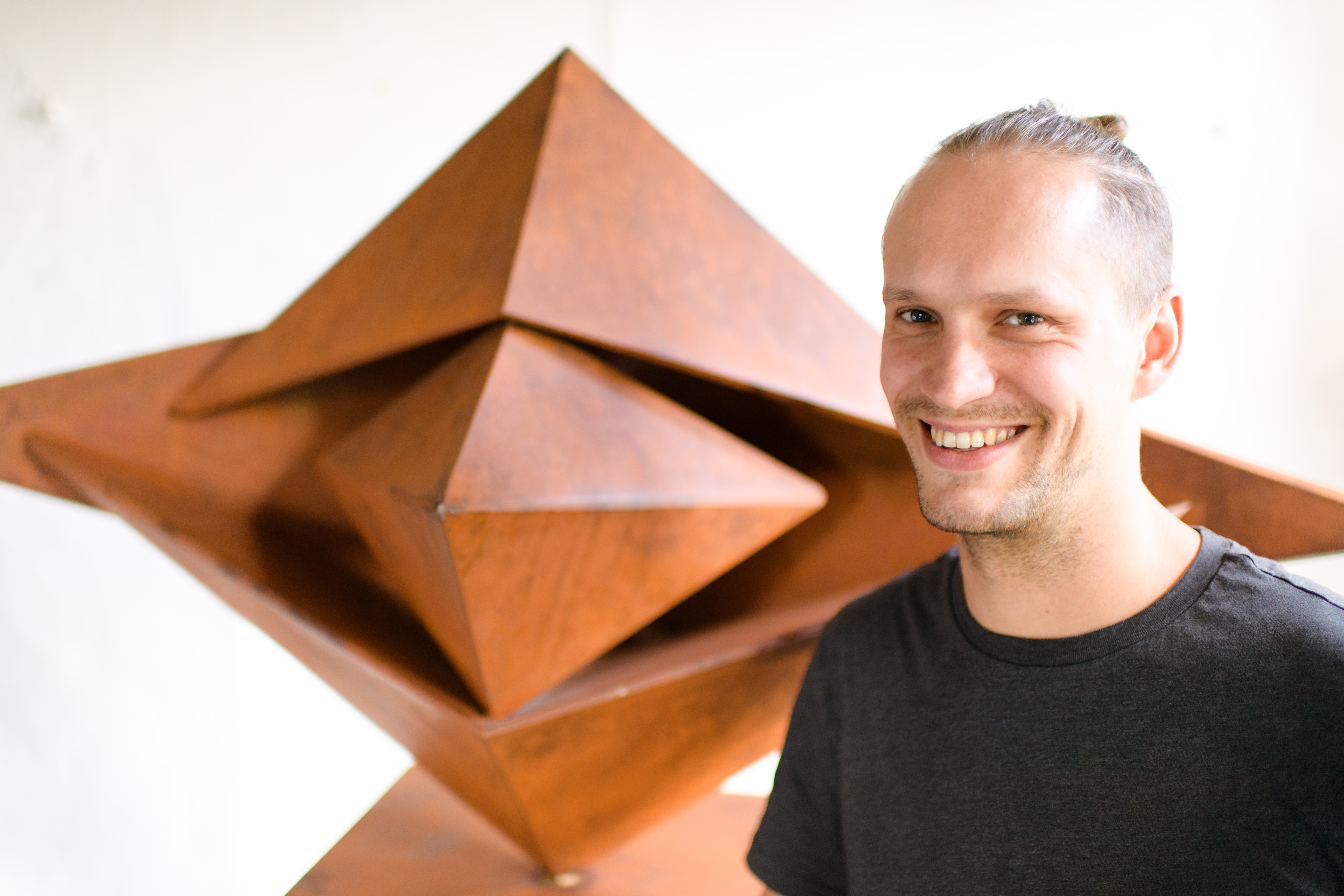
Олексій Золотарьов

Золотарьов Олексій Володимирович / ZOLOTAR - (31 січня 1985, Київ) - український скульптор, співзасновник творчої резиденції Radius. Член Національної спілки художників України. Співзасновник з Василем Грубляком арт групи GAZ.
2012 "Кращий молодий український скульптор" за версією “Kyiv Sculpture Project"
У 2018 році співзаснував творчу резиденцію Radius, що сприяє культурному обміну. У 2020 під кураторством Lisa Parola свій проект представив італійський митець Cosimo Veneziano. У 2021 гостем резиденції став данець Олександр Холм

### Освіта
2010 Національна Академія Образотворчого Мистецтва та Архітектури (НАОМА), факультет скульптури
2003 Державна художня середня школа ім. Т. Г. Шевченка (ДХСШ), факультет скульптури

### Персональні проекти
2023 "Obgjecte und Blicke", Alles Mogliche, Берлін, Німеччина
2022 "Low Height", Helle Coppi Gallery, Берлін, Німеччина 
2022 "Desacralization", Tamago Art Space, Берлін, Німеччина 
2021 “Геометрична архаїка. Gennem et specielt glas”, спільно з Олександром Холмом, Radius, Київ, Україна
2020 “Роза вітрів. Документ”, простір Kooperativ, Київ, Україна
2019 “Фіксуючи моменти”, галерея Jump, Полтава, Україна
2019 “Момент часу” галерея “Dora Ostrovsky Art Hub”, Франкфурт, Німеччина
2018 “Transfer” під час “Lviv fashion week”, Міжнародний аеропорт «Львів» імені Данила Галицького, Львів, Україна
2017 “Інтерференція”, Face foundation, Київ, Україна
2016 “Зміщення акценту” (спільно з Ірина Феддер), галерея ТриптихАрт, Київ, Україна
2014 PROJECT ` `, (спільно з APL315), простір G13, Київ, Україна
2013 "Maßstäbe", WerkKunstGalerie, Берлін, Німеччина
2013 "Tralfamadore" (спільно з Ірина Феддер), при підтримці посольства України в Німеччині, Берлін, Німеччина

### Роботи в публічному просторі
2023 Скульптура Зерно (GAZ art group), Луцьк, Україна
2022 Скульптура Геометрична архаїка, Unit City, Київ, Україна
2021 Скульптура Горизонт подій, Київ, Україна

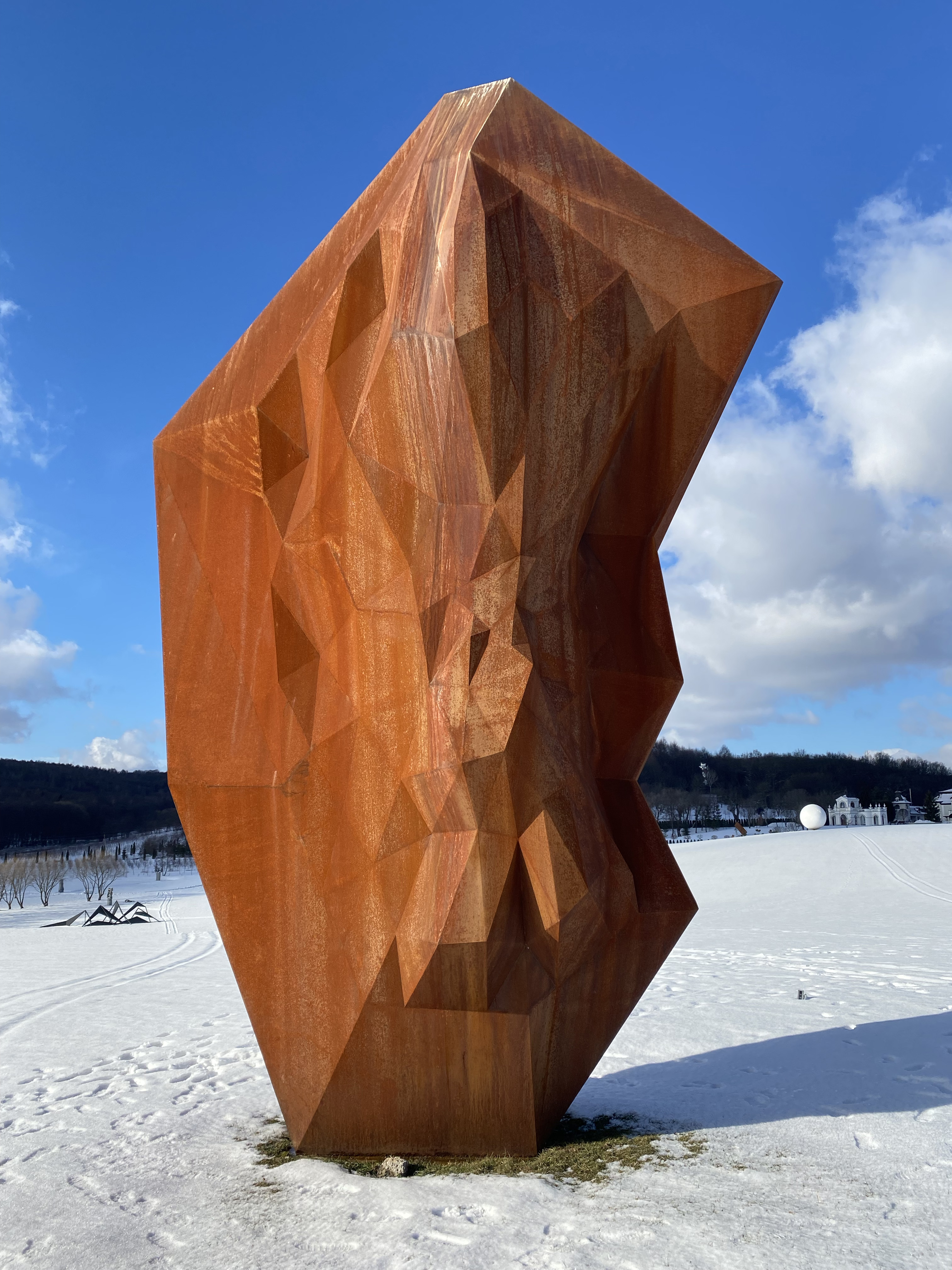
Скульптура «Вухо», PARK3020

2020 Скульптура Вухо в PARK3020, Львів, Україна
2020 Скульптура Роза вітрів, Київ, Україна
2019 Скульптура Протистояння перемогла у конкурсі «Ціна свободи» від Українського кризового медіацентру. Експонувалася на Бесарабській площі у Києві  Згодом була подарована Маріуполю, оскільки тематика стосується військового конфлікту на Сході
2013 Скульптурна композиція Птах, присвячена Сергію Кузьмінському, ЛКП "Музей "Личаківський цвинтар"", Львів, Україна
2012 “Геометрична архаїка”, територія Канівського скульптурного симпозіуму, Канів, Україна
2012 Скульптурна композиція з фонтаном Груша, парк “Позняки”, Київ
2011 Скульптурна композиція Рух супрематизму, Київ

### Групові проєкти
2024 Wasserwaage, Heit Gallery, Берлін, Німеччина
2023 Through the flame, Serpen Gallery, Берлін, Німеччина
2022 "Sculpture by the Sea, Bondi Beach, Сідней, Австралія
2022 "Unfolding landscapes", Kunst(Zeug)Haus, Rapperswil-Jona, Швейцарія
2021 Проєкт "Друга натура", Зелений театр, Одеса, Україна
2020 Онлайн проєкт фестивалю креативних індустрій Plan B (простір Pangram)
2020 Міжнародний фестиваль сучасного мистецтва Kyiv Art Week - online (простір Pangram)
2020 Виставка лауреатів всеукраїнської скульптурної трієнале, проєкт 3D_Sculpture_Vector, Мистецький центр “Шоколадний будинок”, Київ, Україна
2019 Інноваційний проєкт Frontier VR Art Festival (за підтримки УКФ), Центр сучасного мистецтва М17, Київ, Україна
2019 Проєкт «Illusion of matter», Kyiv Art Week, Бізнес-центр "Торонто-Київ", Київ, Україна
2019 Міжнародний проєкт Reforming the space (спільно з Jaume Plensa) Центр сучасного мистецтва М17, Київ, Україна
2019 Міжнародний проєкт «NordArt», Бюдельсдорф, Німеччина
2018 “Умовний спосіб” проєкт у віртуальній реальності, галерея “Митець”, Kyiv Art Week, Київ, Україна
2018 Проєкт “Більше ніж скульптура”, Art Ukraine gallery, Київ, Україна
2017 Міжнародний фестиваль електронної музики та сучасного мистецтва “Brave”
2017 Міжнародний проєкт “Бієнале мистецтва та кіно. Торгівля ілюзіями”, Національний музей Тараса Шевченка, Київ, Україна
2017 Проєкт CORPUSCULUM II, галерея Лавра, Київ, Україна
2017 Всеукраїнське трієнале Скульптури (НСХУ), Київ, Україна
2017 Проєкт "Зруйнована казка", Музей української діаспори, Київ, Україна
2017 Проєкт “Kyiv Art Week”, Бізнес-центр "Торонто-Київ", Київ, Україна
2016 Проєкт “Трансформація. Докази” у рамках міжнародної Бієнале «Kunst-und Film Biennale Worpswede», м.Ворпсведе, Нижня Саксонія, Німеччина
2016 Скульптурний проєкт (15 учасників) “Точка зору. Від Заходу до Сходу”, Національний заповідник Софія Київська, Київ, Україна
2016 “Килим. Сучасні українські митці”, простір Zenko Foundation, «Коруна» с. Татарів Івано-Франківська область, Культурно мистецький центр Львівський Палац Мистецтв, Львів, Україна, Єрмілов центр, Харків, Україна
2015 Проєкт “По колу. По колу”, Sudost Europa Kultur e.V, Берлін, Німеччина
2015 Х ART-KYIV Contemporary 2015, “Форум художніх проєктів (з приватних колекцій)”, Мистецький Арсенал, Київ, Україна
2015 CanActions міжнародний архітектурний фестиваль, Київ, Україна
2015 VII Великий Скульптурний Салон, проект “Об’єм”, Мистецький Арсенал, Київ, Україна
2015 Проєкт «Хиткі кордони», фонд Гайнріха Бьолля, Берлін, Німеччина
2014 Проєкт «Нова Українська Мрія», арт-проекту Forbes Україна, Мистецький Арсенал, Київ, Україна
2014 Всеукраїнське трієнале Скульптури (НСХУ), Київ, Україна
2014 Проєкт "THE SHOW WITHIN THE SHOW ", Мистецький Арсенал, Київ, Україна
2014 Проєкт «ГРОМАДЯНСЬКИЙ МІСТИЦИЗМ», ІПСМ НАМ України, Київ, Україна
2014 Проєкт "Засліплені красою", ІПСМ НАМ України, Київ, Україна
2013 Проєкт "Скульптура PRO Скульптуру", Ермілов Центр, Харків, Україна
2013 Проєкт "Енергія Каменю", галерея “Червоне та Чорне” Art Kyiv Contemporary, Мистецький Арсенал, Київ, Україна
2013 Проєкт "Сила IT і життя Генія", музей «Духовні скарби України, Київ, Україна 2013 Проект "Індустріальний едем", ІПСМ НАМ України, Київ, Україна
2013 "CONTEMPORARY UKRAINIAN ARTISTS" project , SAATCHI GALLERY(Галерея Саатчі), в рамках днів України у Великій Британії, Лондон, Велика Британія
2013 "Art. Design. Photo", Щербенко Арт Центр, Київ, Україна
2013 Олексій Золотарьов спільно з Василем Грубляком є співзасновниками та учасниками художньої групи GAZ
2012 Великий Скульптурний Салон, Мистецький Арсенал, Київ, Україна
2012 Міжнародний фестиваль сучасної скульптури «Kyiv Sculpture Project», Київ, Україна
2011 Всеукраїнське трієнале Скульптури (НСХУ), Київ, Україна
2011 Великий Скульптурний Салон, Мистецький арсенал, Київ, Україна
2010 Всеукраїнська виставка, Національна спілка художників України, Київ, Україна
2009 Всеукраїнська виставка, Національна спілка художників України, Київ, Україна

### Симпозіуми та фестивалі
2022 Sculpture by the sea Sidney, Australia
2020 Онлайн проєкт фестивалю креативних індустрій Plan B, простір Pangram
2018 T.A.Z. Київські сквот, Educatorium простір, Київ, Україна
2018 Astana Art Show, простір TCÈ art destination, Астана, Казахстан
2018 Проект “Venue Atelier”, галерея Cermodern, Анкара, Туреччина
2017/2018 Міжнародний фестиваль електронної музики та сучасного мистецтва “Brave”
2017 Міжнародний проєкт “Бієнале мистецтва та кіно. Торгівля ілюзіями”, Національний музей Тараса Шевченка, Київ, Україна
2017 Проєкт “Show promise”, Львівський палац мистецтв, Львів, Україна
2017 Проєкт “Припущення” у колаборації з Данило Шуміхін, галерея Дзига, Львів, Україна
2016 Проєкт “Трансформація. Докази” у рамках міжнародної бієнале «Kunst-und Film Biennale Worpswede», м.Ворпсведе, Нижня Саксонія
2016 Проєкт "BIRUCHIY comes CLOSER", простір Closer, Київ, Україна
2015 Проєкт “Ритуал схвалення” спільно з Олексієм  Саєм, IZOLYATSIA, Маріуполь, Україна
2014 BIRUCHIY Contemporary Art Project
2013 Kulturfestival Wedding und Moabit
2013 BIRUCHIY Contemporary Art Project
2013 Освітня резиденція в Yorkshire Sculpture Park, Вейкфілд, Велика Британія
2012 Учасник скульптурного симпозіуму, Канів,Україна
2005 Учасник міжнародного симпозіуму, Хорватія, о.Брач